# Villa Bouchina
Villa Bouchina är en byggnad i Doetinchem, Nederländerna. Under andra världskriget användes den som uppsamlingsläger, bland annat för fångar på väg till Theresienstadt.